# Estació de Longueau
L'estació de Longueau és una estació ferroviària situada al municipi francès de Longueau (al departament del Somme).
És servida pels trens del TER Picardie. També hi passen Corails Intercités que uneixen Paris-Nord amb Amiens.
| Provinença | Estació anterior | Línia        | Estació següent | Destinació |
| ---------- | ---------------- | ------------ | --------------- | ---------- |
| Amiens     | Amiens           | TER Picardie | Boves           | Paris-Nord |
| Amiens     | Amiens           | TER Picardie | Boves           | Compiègne  |